# Дик-дик на Гюнтер
Дик-дик на Гюнтер (Madoqua guentheri) е дребен чифтокопитен бозайник от семейство Кухороги и един от четирите известни вида от род дикдики.

## Разпространение
Ареалът на Дик-дик на Гюнтер е предимно в района на Африканския рог. Страните, където се среща са основно Етиопия и Сомалия както и гранични райони в Южен Судан, Уганда и Кения.

## Местообитание
Местообитанията на вида се характеризират със саванна растителност примесена с ниски храсти и дървета, което осигурява видимост за животните. Предпочита и речни долини със смесена тревисто-храстовидна растителност, която позволява едновременно да пасат, крият и осигуряват видимост.

## Подвидове
- M. g. guentheri
- M. g. smithi

## Морфологични особености
Дик-дик на Гюнтер са малки, слаби животни с дълги вратове и малки глави. Задните крайници обикновено са разположени на същото ниво или по-високо от рамото. Козината е мека, с оцветяване, вариращо от жълтеникаво-сиво до червено-кафява по ръба на гърба и бяло до сиво върху корема. Имат къса опашка с дължина от 3 до 5 cm, окосмена е в горната си част и гола отдолу. Мъжките имат черни рога, които са къси (до 9,8 cm), които са или прави или извити назад от профила. Понякога те са скрити от кичура на челото. Очите им са големи и черни. Клепачите и преорбиталните жлези също са черни. Ушите са големи и бели отвътре. Краката им са тънки и дълги, с черни копита. Половият диморфизъм е ясно изразен - женските са по-големи и не притежават рога.

## Начин на живот
Дик-дик на Гюнтер живеят на двойки с по едно малко, което бива отпъждано при разгонване на женската. Територията на двойката се маркира, чрез изпражнения като и двата пола показват това поведение, но приоритетно то остава за мъжките. Секретът от преорбиталната жлеза също служи за маркиране на границите на територията. Отделно маркирането на територията става и при издаване на звук подобен на „ZiK-ZiK“ или „ДИК-ДИК“.
Представителите на вида са плашливи животни, които са честа плячка на различни хищници като хиени, леопарди, гепарди, каракали, няколко други по-дребни видове котки, чакали, павиани, орли и питони.

## Хранене
Представителите на вида са изключително придирчиви към храната. Те се хранят с определени части на растението като листа и цветове, стъбла, плодове, семена и шушулки от храсти и дървета. Тревите са само малка част от диетата.

## Размножаване
Дик-дик на Гюнтер достига полова зрялост преди първата си година. Чифтосването не се влияе от определена сезонност. Бременността продължава 170-180 дни, раждат по едно малко. Обикновено се раждат два пъти годишно.